# Clairvoyance
Clairvoyance è il primo album discografico degli Screaming Trees, pubblicato nel 1986.

## Descrizione
Come il precedente EP, Other Worlds, anche questo è prodotto da Steve Fisk in collaborazione con gli stessi Screaming Trees. Fisk però pretese che il gruppo stesso si pagasse le spese per la produzione dell'album; i membri riuscirono a raccogliere il denaro da parenti e genitori e infine il disco venne prodotto. Il metodo di composizione si basava su Gary Lee che componeva numerosi riff e brani che poi faceva ascoltare a Lanegan che li seleziona aggiunge il suo contributo.
Completato l'album il gruppo si impegnò in una serie di concerti senza avere mai prima d'ora suonato dal vivo; il primo concerto venne organizzato a Ellensburg, davanti a un pubblico formato da persone con ritardi nello sviluppo, all'interno dell'istituto Elmview Group Home.
Grazie a Fisk la band entra in contatto con la SST Records che, nonostante non fosse pienamente convinta dell'album Clairvoyance, dopo aver ascoltato una loro registrazione dal vivo decise di produrre il disco successivo, Even If and Especially When.

## Formazione
- Mark Lanegan - voce
- Gary Lee Conner - chitarra
- Van Conner - basso
- Mark Pickerel - batteria

## Tracce
1. Orange Airplane – 2:59
2. You Tell Me All These Things – 2:11
3. Standing On The Edge – 5:38
4. Forever – 4:21
5. Seeing And Believing – 3:32
6. I See Stars – 4:31
7. Lonely Girl – 3:06
8. Strange Out Here – 4:27
9. The Turning – 2:42
10. Clairvoyance – 4:05